# Rio Hausei
O Rio Hausei é um rio da Romênia, afluente do Bârlad, localizado no distrito de Iaşi e Vaslui.